# Mbour
Mbour, également orthographiée M'bour, est une ville située dans l'ouest du Sénégal, précisément sur la Petite-Côte, à une distance d'environ 80 kilomètres au sud de Dakar. Elle jouxte la station balnéaire de Saly et est identifiée comme le chef-lieu du département éponyme, M'bour

## Histoire
La communauté mbouroise adhère à la thèse qui privilégie la prépondérance de l'occupation sérère. Selon une narration commune, au début du XIXe siècle, le Sine et le Cayor étaient en proie à des conflits armés. Dans ce contexte, certaines familles furent contraintes de fuir, parmi lesquelles l'une s'installa à Mbour, à l'emplacement actuel de la préfecture de la ville.
Deux récits concurrents cherchent à expliquer l'origine du nom de la ville. Le premier évoque l'expression sérère « A Mbouara Adett », traduisible littéralement par « Ils ont quitté et sont partis ». Le second attribue la fondation du village de Mbour à un dénommé Mbour Faye, qui aurait ainsi donné son nom à la localité.
Par la suite, les colons affluèrent en nombre considérable pour s'établir le long du littoral, faisant de Nianing leur principal point d'ancrage. Cependant, l'épidémie de la maladie du sommeil les contraignit à se déplacer vers Mbour, où fut transférée la résidence du commandant chef de subdivision ; progressivement, la population locale les y rejoignit.
Cette brève rétrospective souligne que les Sérères, suivis par les Socés, furent les premiers habitants de la ville. À l'heure actuelle, Mbour est devenue une communauté cosmopolite, marquée par l'arrivée d'autres groupes ethniques (Wolofs, Peuls, Maures...) ainsi que par la présence d'étrangers en provenance de la sous-région, mais également de libano-syriens, de caucasiens, d'asiatiques, et d'autres encore.
La transformation de Mbour en commune a considérablement stimulé son développement. Initialement, la municipalité de Mbour, créée le 4 décembre 1926 sous le statut de commune mixte, fut établie par l'arrêté n° GB152 du 12 janvier 1927 du gouverneur général des colonies, qui désigna les premiers membres de la commission municipale, tous de nationalité française.
Dans les années 1930, cette nouvelle entité municipale de Mbour se caractérisait par une division nette entre deux groupes : les résidents européens d'un côté et les autochtones de l'autre. Par la suite, avec l'accroissement de la population, des quartiers se formèrent progressivement, chacun avec son propre chef de file.
La première phase de cette évolution spatiale s'étend des premières implantations des populations jusqu'à l'arrivée des Français en 1922. Pendant cette période, l'occupation du territoire se limitait principalement au littoral, avec l'établissement des communautés Sérères, Socés et Lébous. Cette phase est principalement caractérisée par une faible densité de population sur le territoire.
La deuxième phase couvre la période de 1922 à 1945. Elle est marquée par des actions de déplacement de population, consécutives à la présence coloniale, qui ont profondément modifié la structure urbaine de Mbour. Ainsi, une partie des Sérères déplacés a établi le quartier actuel de Mbour-sérère II, situé 2 km à l'est du site initial. De même, les quartiers Thiocé-ouest et Santessou ont été créés respectivement en 1922 et 1936 à la suite du déplacement des Mandingues de l'Escale. Cette période a également vu l'installation des populations toucouleurs et lébous dans les quartiers Mbour Toucouleur et Tefess, attirées par les opportunités économiques de la ville en développement.
La troisième phase, allant de 1946 à 1976, a été marquée par la poursuite des installations et une expansion accrue du tissu urbain. Cela a conduit à la création des quartiers Darou Salam et Mbour Maure à l'est de la ville. Pendant cette période, la ville a connu une croissance rapide autour du noyau originel formé autour du quartier Escale.
La quatrième et dernière phase, de 1977 à nos jours, se caractérise par une expansion périurbaine continue. La présence de l'océan limite toute expansion vers l'ouest, ce qui a conduit à une forte croissance des quartiers centraux et périphériques tels que Thiocé-Est, Thiocé-Ouest, Tefess et 11 novembre. Pendant cette période, de nouveaux sous-quartiers tels que Diamaguene I, Diamaguene II, Château d'eau Nord et Château d'eau Sud ont vu le jour, s'étendant à partir des quartiers existants. Cette expansion a entraîné une augmentation exponentielle de la superficie de la ville, passant de 522,9 hectares en 1978 à 1725 hectares en 1999.
À partir de 2000, une nouvelle couche s'est ajoutée à ces quartiers avec la création des lotissements tels que Médine, Médine Extension, Grand-Mbour, Liberté I, Liberté II, Gouy Mouride, Terrou Mbaling et Baye Deuk. Cette croissance, largement réalisée sur les terres de la Communauté Rurale de Malicounda, a suscité de réelles tensions entre les deux entités administratives.

## Administration
La ville est le chef-lieu du département de M'bour, une subdivision de la région de Thiès.

## Géographie
Les agglomérations les plus voisines incluent Saly Niakhniakhal, Saly-Portudal, Malikounda Sas, Malicounda ngoukhoudji, Falokh, Sintiou Mbadane, Nianing, et Warang.
Dakar, la capitale, se trouve à 83 km.

### Climat
Mbour est doté d'un climat de steppe de type BSh selon la classification de Köppen, avec une température annuelle moyenne de 26,2 °C et des précipitations peu nombreuses d'environ 585 mm par an.

### Population

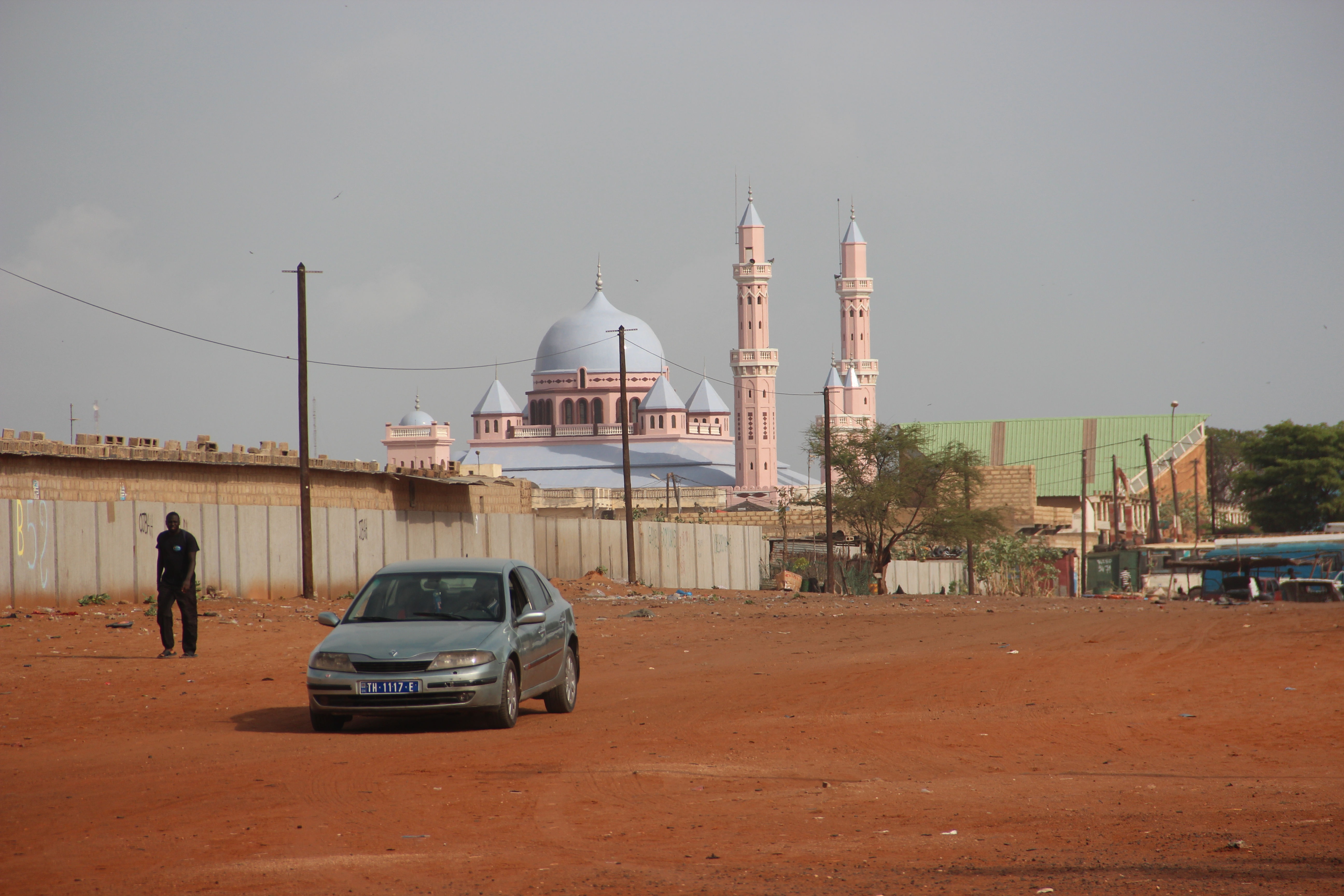
Mosquée de M'bour.

Lors des dénombrements réalisés en 1988 et en 2002, la municipalité comptait respectivement 76 751 et 153 503 habitants. En 2007, selon les estimations officielles, la population aurait atteint 181 825 individus.
En 2011, la population serait estimée à 605 346 personnes, d'après les données de l'Organisation des Nations unies.

## Économie
La ville s'est épanouie autour d'un gisement de titane. En plus de l'exploitation minière, ses activités prédominantes sont la pêche et le tourisme.

Mbour, placé en seconde position après Dakar, constitue le deuxième port du Sénégal. Ses exportations se dirigent principalement vers les nations avoisinantes ainsi que vers l'Union européenne.

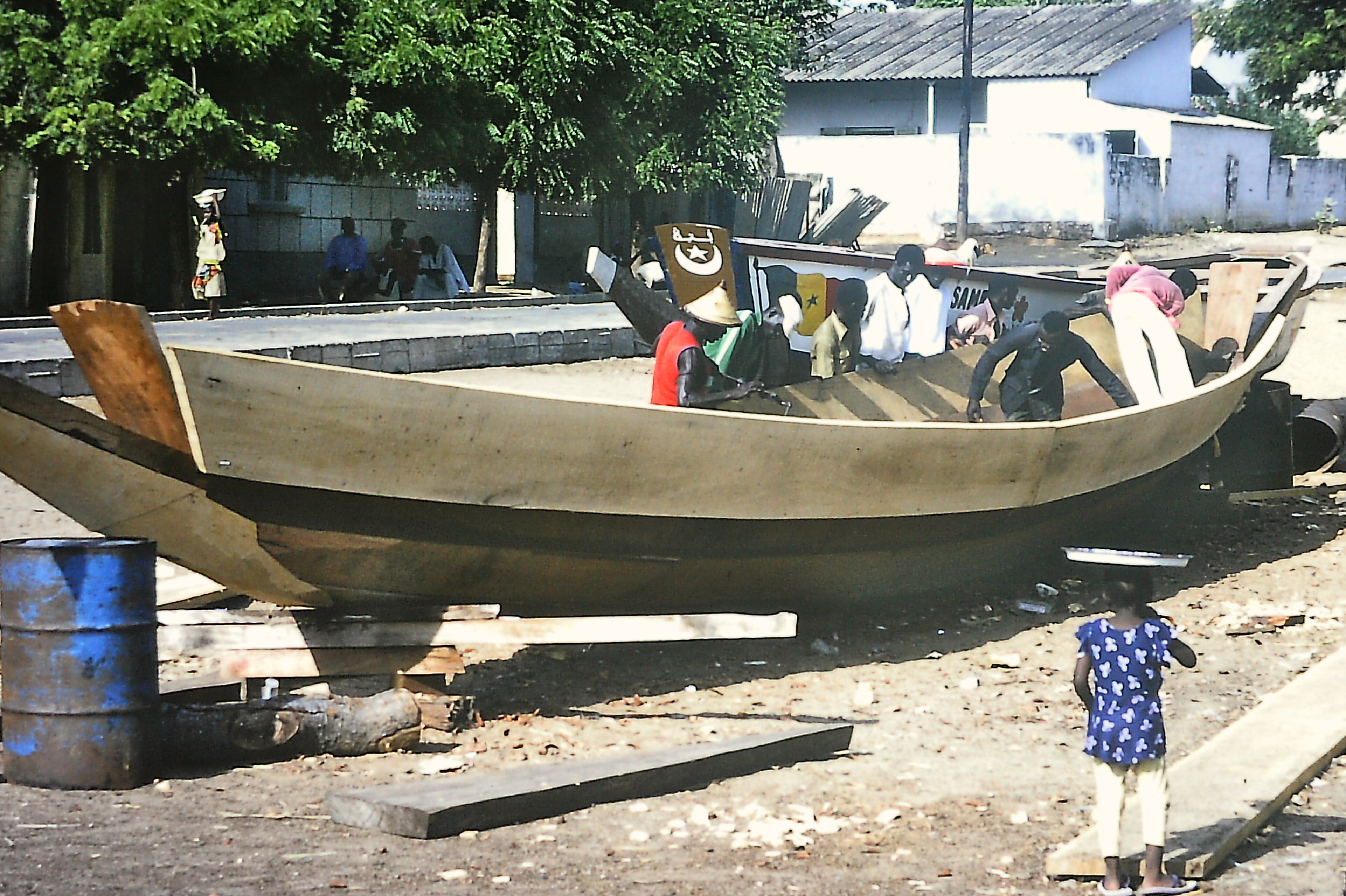
Construction d'un bateau en 1978.
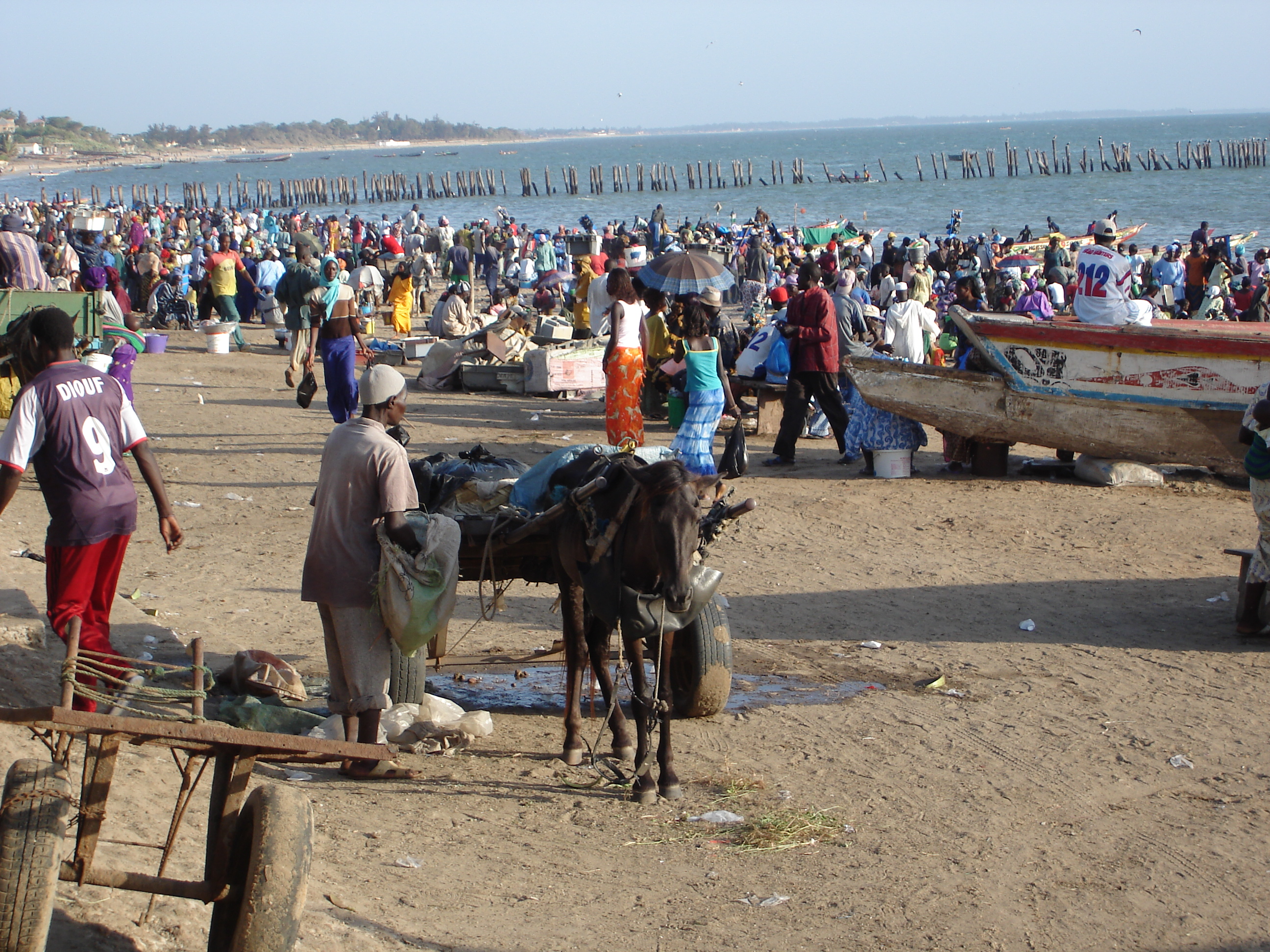
Arrivée des pêcheurs.
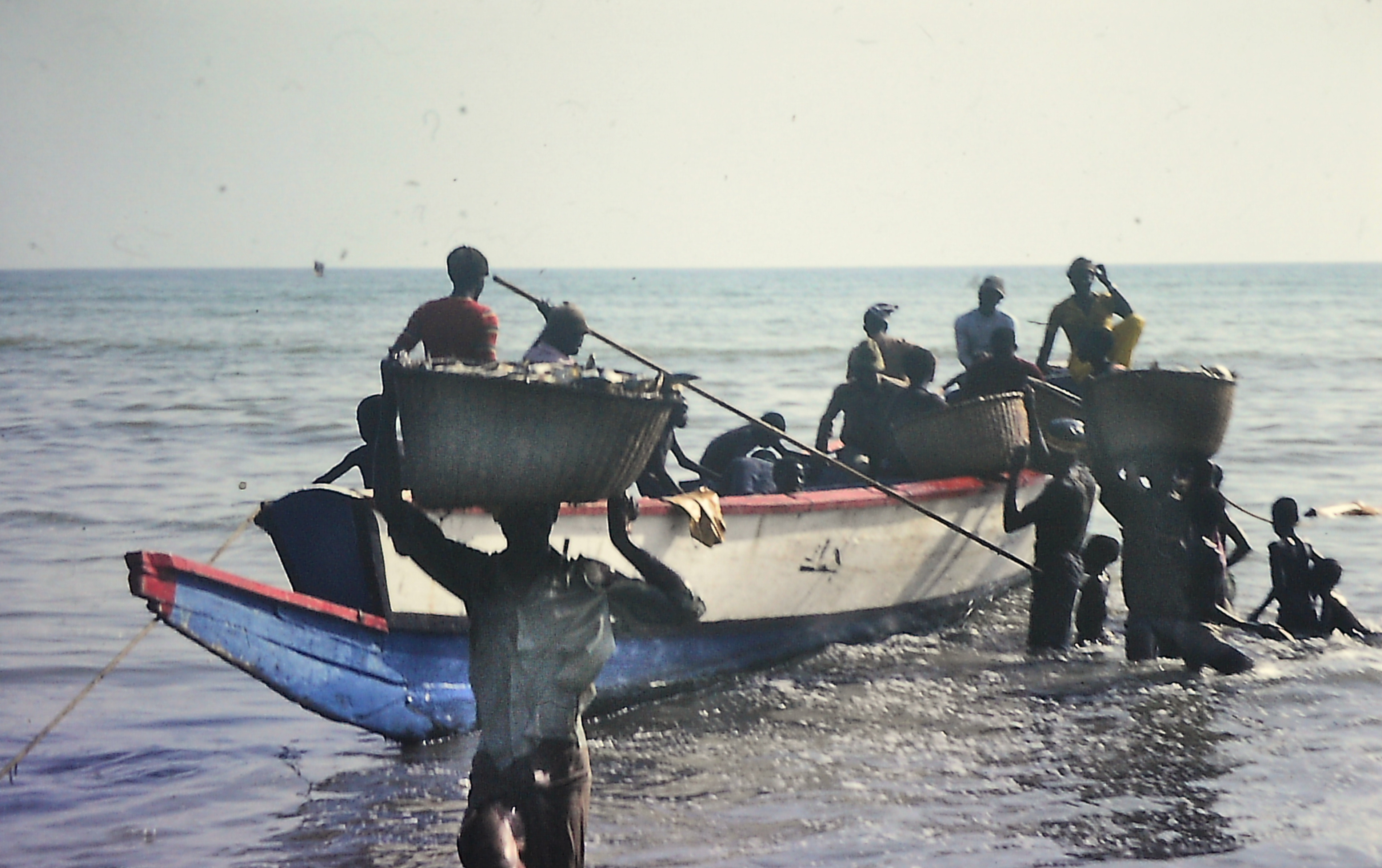
Retour de pêche.
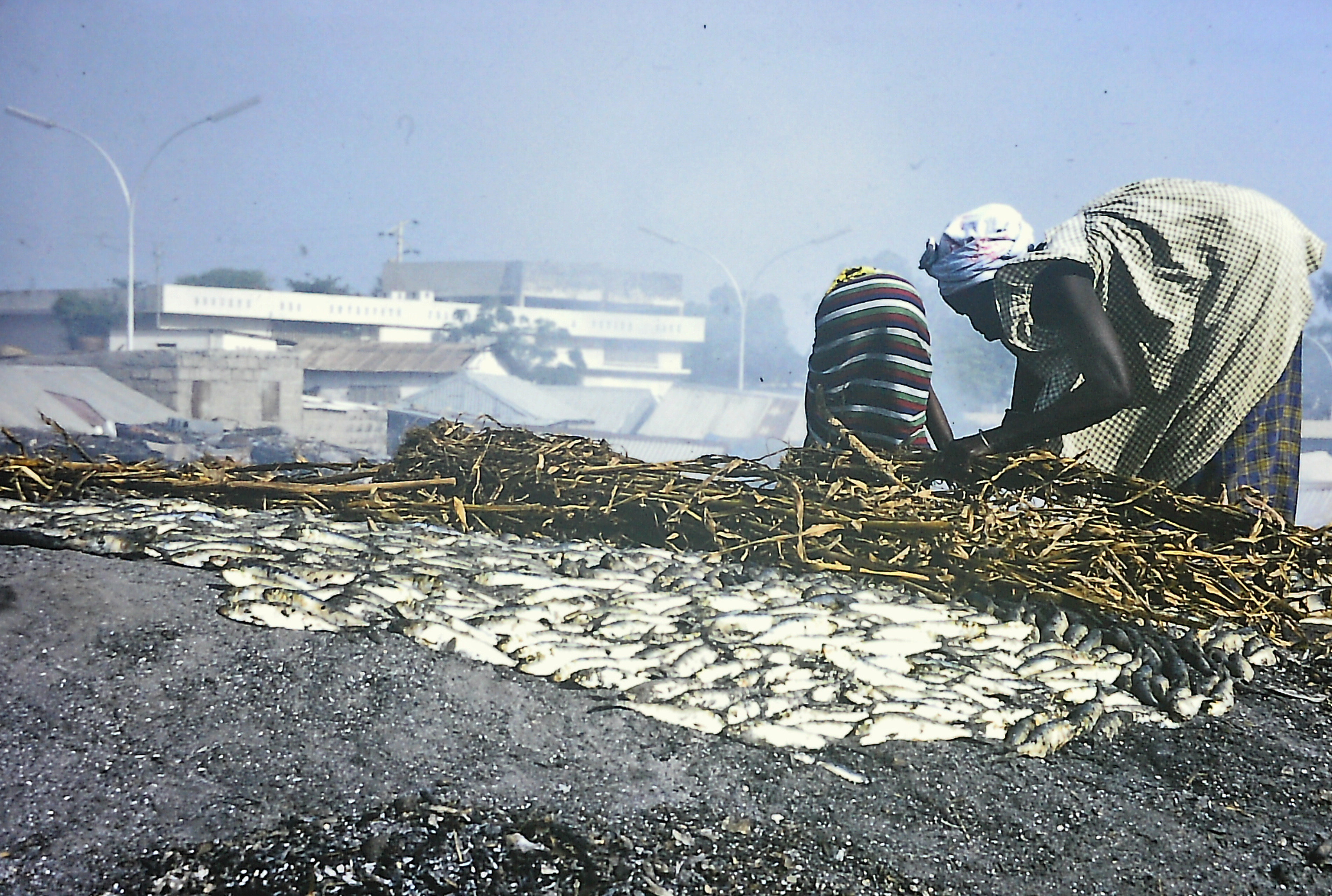
Séchage du poisson en 1978.
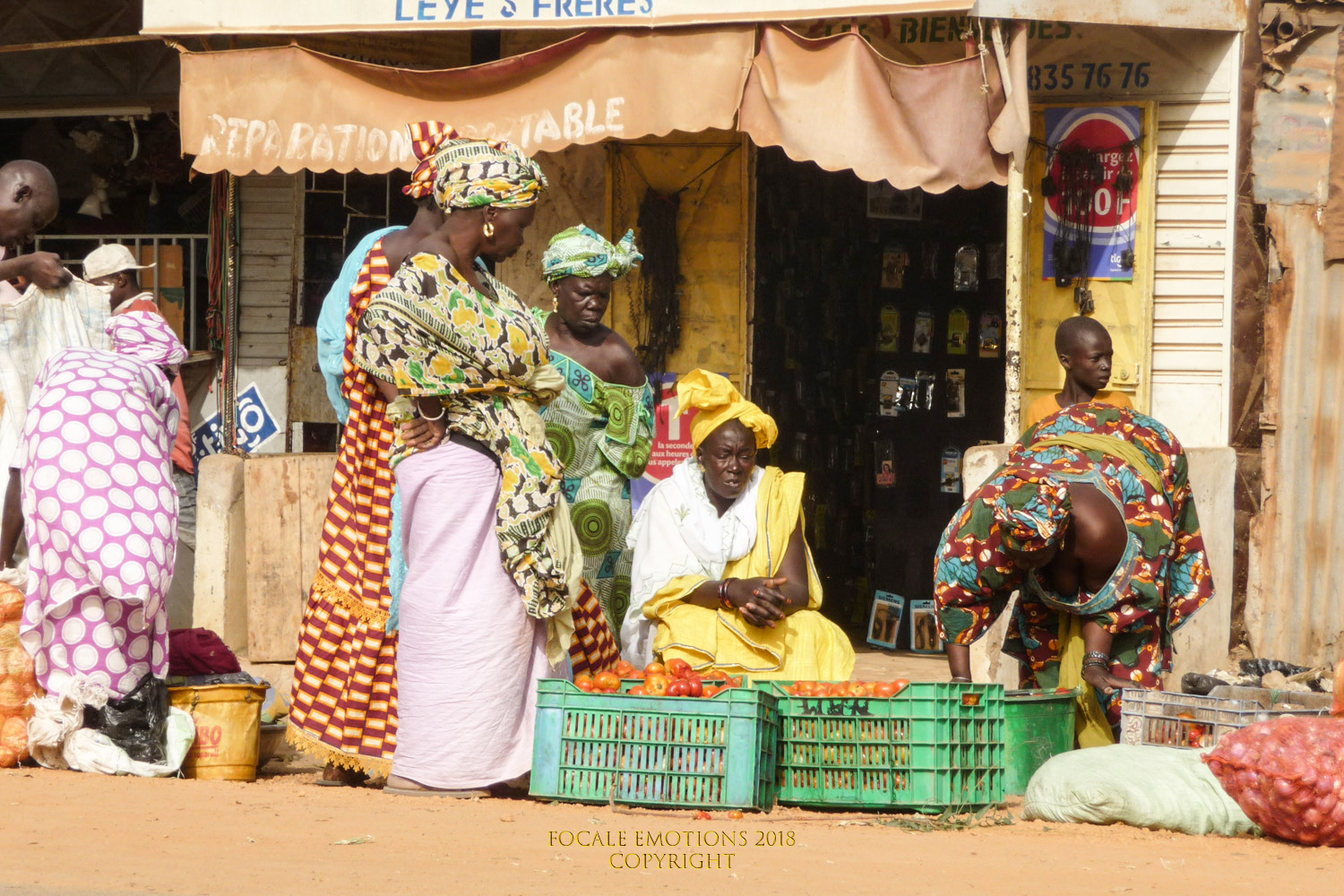
Marché de M'bour.

## Transports

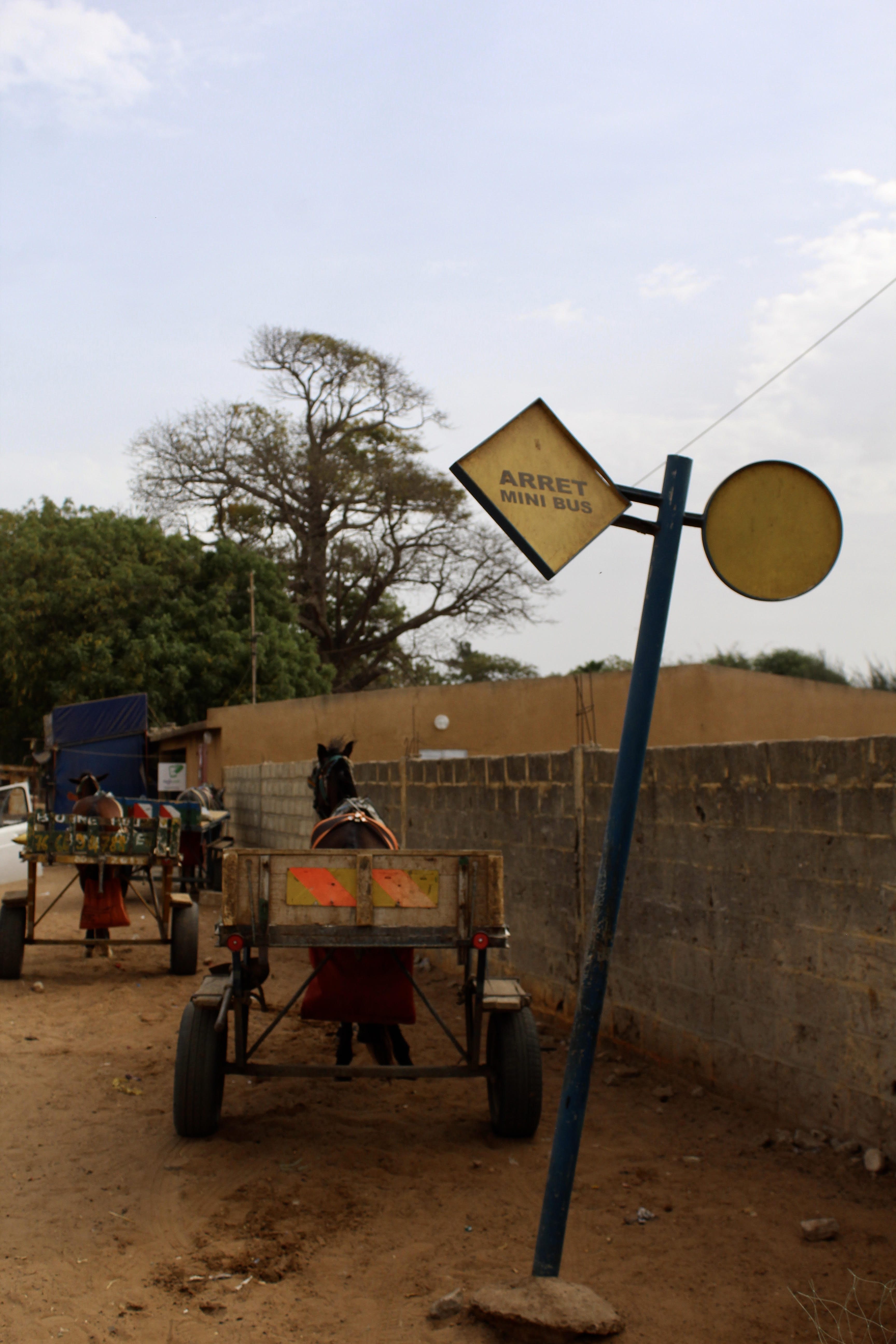
Charrette. voiture taxi.(clando)
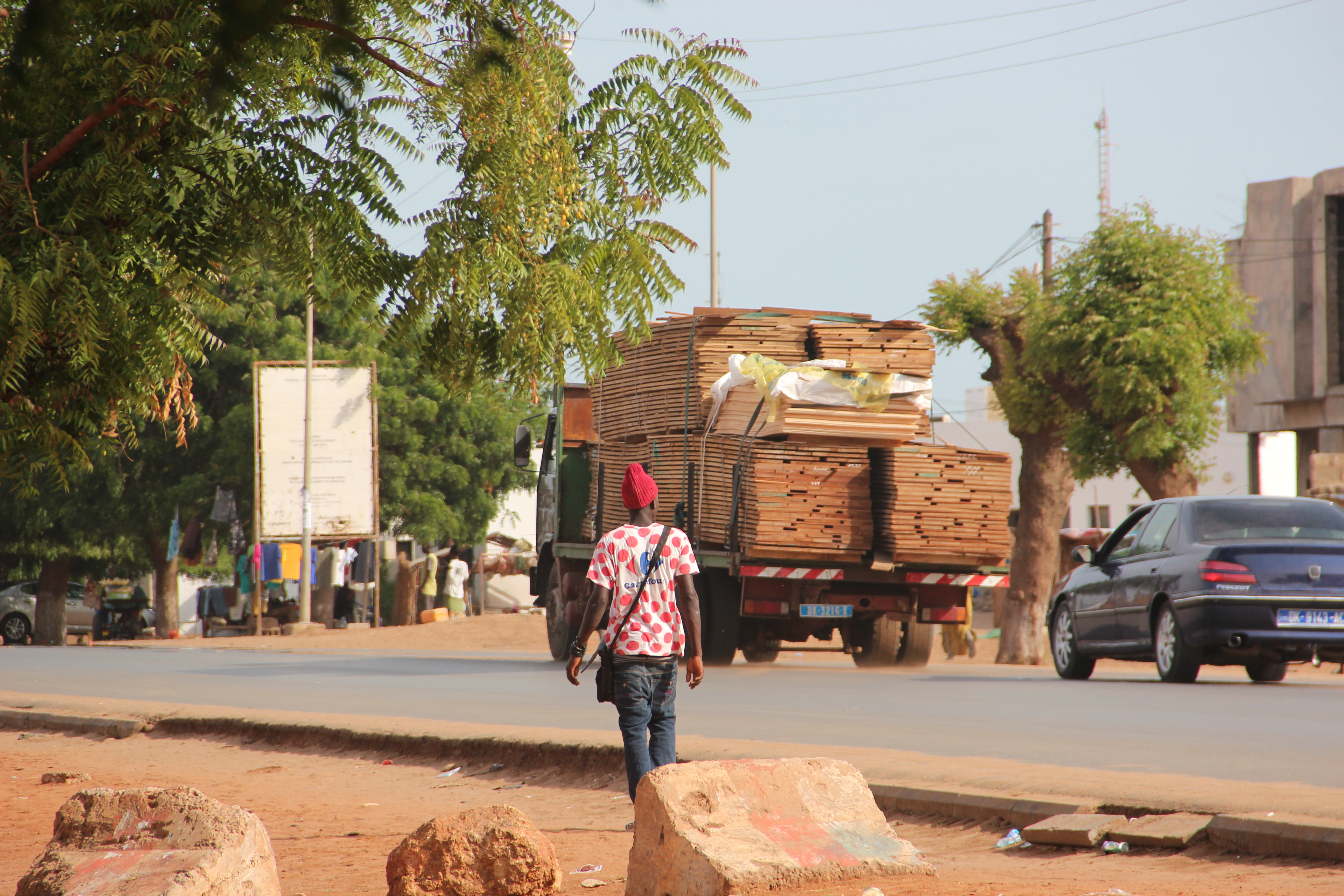
Transport de planches.
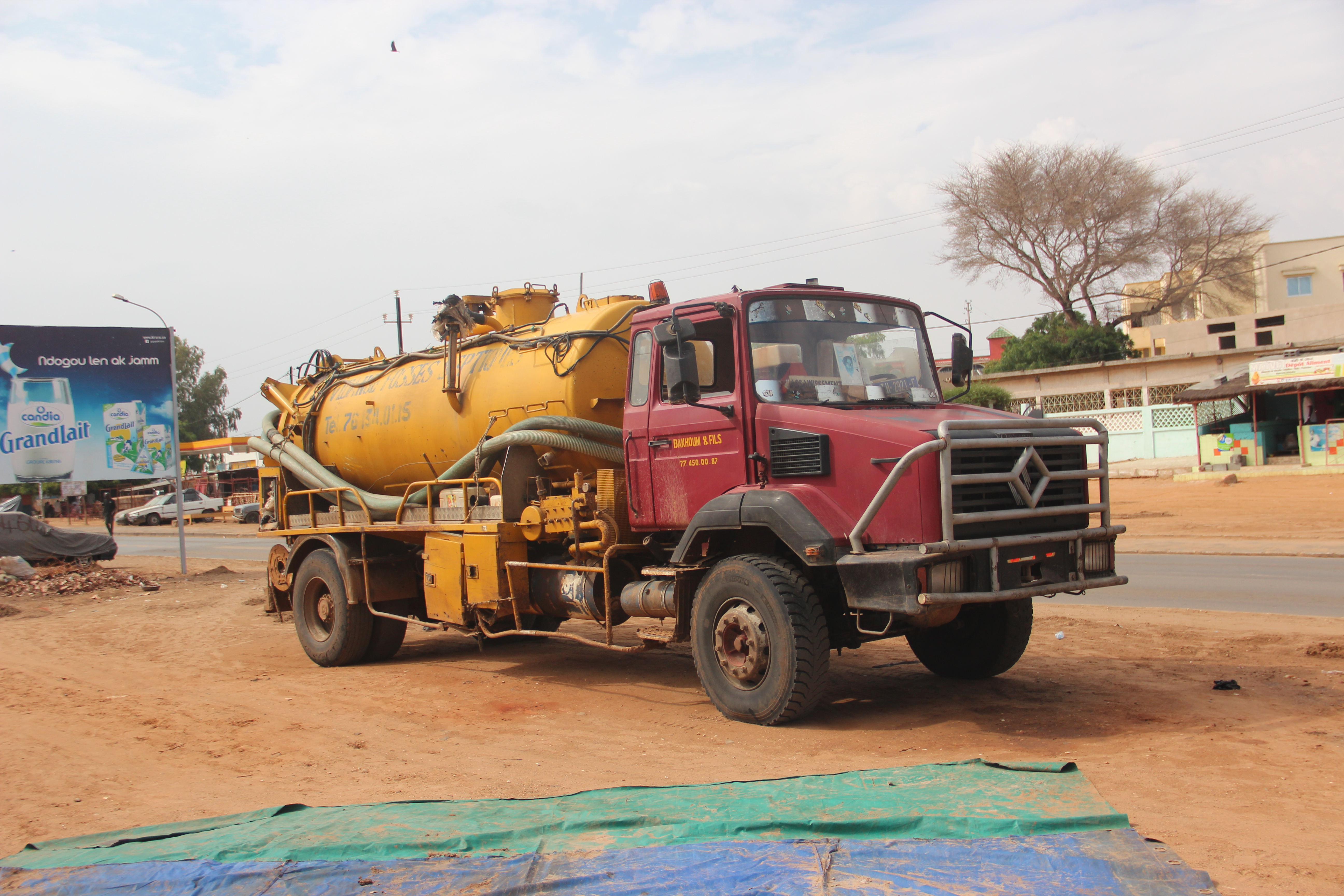
Camion de vidange.

## Culture
Le Kankourang se distingue comme une célébration marquant la circoncision au sein de la communauté mandingue de Mbour. L'apparition du "Kankourang", figure mythique enveloppée des écorces rougeâtres d'un arbre nommé fara, traverse les rues pour veiller sur les jeunes circoncis lors de leur initiation, suscitant toujours l'admiration tant des populations locales que des visiteurs. Le séjour au sein du "bois sacré" des circoncis s'étend sur environ un mois, durant lequel le Kankourang se manifeste pendant quatre dimanches consécutifs, ainsi que presque chaque nuit, de préférence pendant les grandes vacances, généralement au mois de septembre. Depuis 2008, le Kankourang est inscrit sur la liste représentative du patrimoine immatériel de l'humanité de l'UNESCO. Antérieurement, il figurait dans le programme oral et immatériel de l'UNESCO entre 2004 et 2008.

## Sport
En football, trois clubs de la ville sont en Ligue 1 : Diambars FC, Mbour Petite-Côte Football Club et le Stade de Mbour. Le club compte aussi un club de football féminin, les Dorades de Mbour.
Le stade Caroline Faye — du nom de la première députée du Sénégal — a été réhabilité et inauguré en juin 2013 : c'est un stade multi-usages principalement destiné au football ; le club Stade de Mbour y évolue à domicile[réf. nécessaire].

## Jumelages
Depuis l'année 1974, la ville de Mbour est liée par un jumelage avec la ville portuaire française de Concarneau. Ce partenariat a permis à la ville de Mbour de bénéficier d'une assistance conséquente dans divers domaines tels que l'éducation, la santé, le sport et surtout l'industrie de la pêche.
Un exemple notable de cette coopération est l'inauguration, en 2007, de l'école maternelle José Jeannès, située dans le quartier d'Oncad à Mbour. Cette initiative a été soutenue matériellement par la ville de Concarneau, contribuant ainsi au développement éducatif de Mbour.
Il convient également de mentionner que depuis l'année 2008, Mbour est inscrite sur la liste du patrimoine immatériel de l'UNESCO. Avant cette date, le Kankourang, une tradition culturelle locale, faisait partie du programme oral et immatériel de l'UNESCO entre 2004 et 2008.

## Principaux problèmes
La ville de Mbour, en pleine croissance économique et démographique, fait face à des problèmes d'insécurité et de prostitution notamment sur la commune de Saly, très prisée par les touristes.
Les inondations sont fréquentes dans tous les secteurs de la ville durant la saison des pluies[réf. nécessaire].

## Personnalités nées à Mbour
- Youssou Diagne, homme politique et ancien président de l'Assemblée nationale du Sénégal
- Demba Diop, ancien maire de Mbour et ancien ministre
- Caroline Faye Diop, épouse de Demba Diop, députée et ministre
- Youssou Thiépenda Diop, administrateur civil, ancien gouverneur de la région de Ziguinchor
- Ousmane Kane, avocat
- Moussa Konaté, footballeur
- Kara Mbodj, International sénégalais de football
- Boniface N'Dong, International sénégalais de basket-ball.
- Viviane N'Dour, chanteuse
- Ibrahima Niane, footballeur professionnel
- Bakary Sambe[8], professeur à l'université Gaston-Berger de Saint-Louis, spécialiste des radicalismes et conflits religieux en Afrique
- Diary Sow, écrivaine
- Serigne Dia alias Bombardier lutteur sénégalais

### Filmographie
- Les Enfants perdus de M'Bour, reportage de Odile et Daniel Grandclément, France, 2008, 48 min, diffusé dans l'émission Thalassa sur France 3 le 20 février 2009 (sur les talibés – les élèves des écoles coraniques – de M'bour)